# Christian Horner
Christian Horner, OBE (Leamington Spa, 16 de novembro de 1973) é um ex-automobilista e dirigente esportivo do Reino Unido.
Horner participou como piloto da Fórmula 3 inglesa e Fórmula 3000. Ao disputar esta última criou a própria equipe, a Arden International em 1997. Aposentou-se como piloto no ano seguinte iniciando a carreira de proprietário e chefe de equipe.
Foi diretor-executivo e chefe da equipe Red Bull na Fórmula 1 desde a fundação desta, em 2005, até julho de 2025. Equipe essa que detém oito títulos de pilotos (Sebastian Vettel e Max Verstappen) de 2010, 2011, 2012, 2013, 2021, 2022, 2023 e 2024, e seis de construtores, de 2010, 2011, 2012, 2013, 2022 e 2023. No dia 9 de julho de 2025 foi anunciada oficialmente a saída de Horner da equipe austríaca e sua substituição por Laurent Mekies.

## Vida pessoal
Em 15 de maio de 2015 casou-se com Geri Halliwell. Ele tem uma filha chamada Olivia, nascida em 2013, e com a ex-Spice Girls, Horner teve um menino chamado Montague George Hector em 2017.

## Acusações de assédio
Em fevereiro de 2024, o jornal neerlandês De Telegraaf, começou a ventilar rumores de que Horner estaria sob investigação após denúncias de que ele teve "comportamento inadequado" com uma funcionária da Red Bull não identificada, e que corria sério risco de ser dispensado da equipe antes do início da temporada. Horner foi submetido a uma longa reunião no dia 6 de fevereiro, na qual ele negou as acusações, e o jornal britânico The Sun afirmou que essas acusações não envolviam assédio sexual, e sim por "comportamento autoritário extremo", que teria relação apenas com seus métodos rígidos de trabalho, todavia, o próprio De Telegraaf o contradisse dias depois, divulgando que Horner teria mandado mensagens de conotação sexual para a funcionária, e que ele, através de seus advogados, teria tentado um acordo com a vítima, oferecendo um valor de 650 mil libras esterlinas (aproximadamente 4 milhões de reais) para que ela não divulgasse as acusações.
Horner foi submetido a uma investigação interna conduzida por um advogado da Red Bull. Mesmo assim, não foi afastado de suas funções como chefe de equipe, e esteve presente no lançamento do RB20, novo carro da equipe para a temporada de 2024. As investigações foram concluídas, e no dia 28 de fevereiro, a Red Bull anunciou ter se decidido pela absolvição de Horner. No dia seguinte, um e-mail anônimo foi enviado para jornalistas e autoridades da Fórmula 1, contendo uma pasta do Google Drive com vários prints de conversas que Horner teria tido com a suposta vítima.
Sobre esse vazamento, Horner alegou que não comentaria a respeito, e afirmou que esse caso foi "uma distração", que seu foco era na temporada e que ele seguia tendo apoio do time. Posteriormente, a imprensa revelou que há um racha na Red Bull entre seus proprietários, o tailandês Chalerm Yoovidhya, herdeiro do cofundador Chaleo, falecido em 2012, e o austríaco Mark Mateschitz, herdeiro do outro cofundador, Dietrich, falecido em 2022. Mateschitz e os acionistas austríacos seriam os mais empenhados em demitir Horner, mas o britânico é apoiado por Yoovidhya, que possui 51% das ações na empresa, e usa isso para manter Horner no cargo.